# Gina Gerson
Gina Gerson (Prokop'evsk, 17 maggio 1991) è un'attrice pornografica e modella russa.

## Biografia
Gina Gerson, nome d'arte di Valentina Lashkéyeva (Валентина Лашкеева), è nata nella città russa di Prokop'evsk, situata nell'oblast' di Kemerovo, nel maggio del 1991, mentre la Repubblica Socialista Federativa Sovietica Russa della Russia era ancora esistente. È cresciuta con sua madre e sua nonna. Sua madre è rimasta incinta di lei quando aveva 16 anni e del suo padre naturale non sa praticamente nulla. Aveva 14 anni quando è venuta a sapere che l'uomo che all'epoca era il compagno di sua madre, un membro della mafia russa, non era suo padre naturale. Dopo essersi diplomata al liceo, è entrata all'Università statale di San Pietroburgo per studiare filologia, specializzandosi in inglese e francese, con l'obiettivo di diventare insegnante.
Mentre studiava all'università, lavorava come cameriera, donna delle pulizie, servizio di messaggistica, ecc. Nel 2010 ha iniziato a lavorare come camgirl. Nel 2012, ha iniziato a svolgere sessioni come modella pornografica, che l'ha portata a lasciare l'università e trasferirsi a Budapest in Ungheria, dove avrebbe iniziato la sua carriera pornografica quell'anno, all'età di 21 anni.
Gina si considera apertamente bisessuale. Non fuma, non assume alcool o droghe ed è vegetariana.
Nel 2015, ha ricevuto due nomination agli AVN Awards nelle categorie di Foreign Female Artist of the Year, vinta da Anissa Kate, e per la migliore scena di sesso prodotta all'estero per il film Ballerina by Day Escort by Night..
Nel 2016 è tornata agli AVN con un'altra nomination per la migliore scena di sesso prodotta all'estero per Do Not Disturb.
Nel gennaio 2018, Sugarcookie.com la nomina Miss Sugarcookie.
Nell'ottobre 2019 firma un contratto con Histria Books per la pubblicazione di un libro autobiografico intitolato Success through Inner Power and Sexuality, in cui ha raccontato i suoi primi anni di vita, la sua carriera e i segreti del suo successo nell'industria per adulti, aprendosi sulla sua trama personale e parlando sulle difficoltà, la disciplina e su come è passata dall'essere una studentessa travagliata all'essere una nota artista di film per adulti.

## Filmografia
- Anal Training Of Doris Ivy (21sextury Network) 2012
- Anal Training Of Doris Ivy (II) (21sextury Network) 2012
- Ass Injected... (oldje.com) 2012
- Be Her Lover (21sextury Network) 2012
- Born to Be Anal (ddfnetwork.com) 2012
- Cozy Among The Pillows (21sextury Network) 2012
- Deep Drilling (realitykings.com) 2012
- Defiled18 1143: Gina (TeenCoreClub Network) 2012
- Discipline From the Dean 1 (ddfnetwork.com) 2012
- Discipline From the Dean 2 (ddfnetwork.com) 2012
- Doris Ivy On The Run (21sextury Network) 2012
- Doris Ivy Takes Two (21sextury Network) 2012
- Doris' anal Duty (21sextury Network) 2012
- Eddie's Favorite (21sextury Network) 2012
- Fetish Service (21sextury Network) 2012
- Girlfriends (II) (21sextury Network) 2012
- Grateful Doris (21sextury Network) 2012
- Interview with Doris Ivy (21sextury Network) 2012
- Keeping His Cock Busy (ddfnetwork.com) 2012
- Liebesgrusse aus St. Petersburg 1 (Magma) 2012
- Nudefightclub Presents Sophie Lynx Vs Doris Ivy (21sextury Network) 2012
- Oppa Gangbang Style - 1 (21sextury Network) 2012
- Oppa Gangbang Style - 2 (21sextury Network) 2012
- Peek-a-boo (21sextury Network) 2012
- Private Specials 61: I Like Old Dick in My Teeny Ass (Private) 2012
- Private Specials 64: Tattooed Girls Like to Fuck (Private) 2012
- Pure Girls from Europe 2 (Video Art Holland) 2012
- Seventeen Collected Solo 43 (Video Art Holland) 2012
- Shooting Gone Wrong (21sextury Network) 2012
- Simply Sensational (21sextury Network) 2012
- Smooth and Silky 3 (21 Sextury) 2012
- Toy of His Perversion 1 (ddfnetwork.com) 2012
- Toys of His Perversion 2 (ddfnetwork.com) 2012
- TryTeens 1672: Gina (TeenCoreClub Network) 2012
- WhiteTeensBlackCocks 1558: Gina (TeenCoreClub Network) 2012
- Wild On Your Meat (ddfnetwork.com) 2012
- Anal Orgasms for Teenagers (Juicy Entertainment) 2013
- Backstage with Doris Ivy and Sophie Lynx (21sextury Network) 2013
- Beautiful Couples (Doghouse Digital) 2013
- BrutalInvasion 1126: Gina (TeenCoreClub Network) 2013
- Bubble Dream (girlsway.com) 2013
- Center of Attention (nubilefilms.com) 2013
- Class Dismissed (pornxn.com) 2013
- Cozy with Her Vibe (ddfnetwork.com) 2013
- Daddy's Girl Is A Bitch (21sextury Network) 2013
- Dirty Disco (21sextury Network) 2013
- Doctor to The Rescue (ddfnetwork.com) 2013
- Fist Inside (Devotion XXX) 2013
- Flashing Strangers on a Train (mofos.com) 2013
- Fresh On Her Tongue (ddfnetwork.com) 2013
- Gina Gerson's Selfie (Russian Content) 2013
- Gina's Snug Attractions (ddfnetwork.com) 2013
- Heavenly Delights 2 (21 Sextury) 2013
- Her First MILF 14 (Mile High) 2013
- His Girlfriend, The Tree (ddfnetwork.com) 2013
- Home Alone Teens 5 (Video Art Holland) 2013
- Hungry Kitty Needs A Cock (21sextury Network) 2013
- I Love It Double 6 (21 Sextury) 2013
- Legal Porno 1955 (legalporno.com) 2013
- Legal Porno SZ190 (legalporno.com) 2013
- Legal Porno SZ238 (legalporno.com) 2013
- Legal Porno SZ239 (legalporno.com) 2013
- Lick Fest (realitykings.com) 2013
- Like Every Photo Is His Last (21sextury Network) 2013
- Lipstick Romance 2 (21 Sextury) 2013
- Lust Beats A Cold (ddfnetwork.com) 2013
- Maximum Orgy: Special Pin-up (Video Marc Dorcel) 2013
- Mirror Image (girlsway.com) 2013
- Mission Of Climax (ddfnetwork.com) 2013
- Mondo in Fiamme 1: La Lunga Notte di Abby Taylor (Mario Salieri Entertainment Group) 2013
- My Petite Lover (21sextury Network) 2013
- Nudefightclub Presents Champagne Showers (21sextury Network) 2013
- Nudefightclub Presents Doris Ivy Vs Sandra Rodriguez (21sextury Network) 2013
- Old and Young (21sextury Network) 2013
- Pays The Bill With Passion (oldje.com) 2013
- Perry's DPs 5 (Evil Angel) 2013
- PerryVision 3 (Evil Angel) 2013
- Petite Doris (21sextury Network) 2013
- Private Specials 66: 8 Handjob Hustlers (Private) 2013
- Rocco's POV 31 (WEB) (roccosiffredi.com) 2013
- Rocco's Psycho Teens 5 (Evil Angel) 2013
- Rocco's Psycho Teens 6 (Evil Angel) 2013
- Rooftop Fun (21sextury Network) 2013
- Room 69 (Girlfriends Films) 2013
- Russian Hottie Goes for Public Fuck in Prague (wtfpass.com) 2013
- Sauna Sensuality (girlsway.com) 2013
- Sensual Desire (girlsway.com) 2013
- Sharing A Cock (21sextury Network) 2013
- So Hard For You (Dane Jones) 2013
- Somewhere Somehow (Hotmovies.com) 2013
- Swingers Orgies 5 (Mile High) 2013
- Teaching Tina Blade (21sextury Network) 2013
- Teenager L'Amour (21sextury Network) 2013
- They Love It Kinky (21sextury Network) 2013
- Unchained (21sextury Network) 2013
- Woodman Casting X 106 (Woodman Entertainment) 2013
- WUNF 88 (wakeupnfuck.com) 2013
- After School Slut Club 3 (Score) 2014
- Alyssa and Gina (miniskirtgirlz.com) 2014
- Art of Erotica (Viv Thomas) 2014
- Backdoor Brats (Pure Play Media) 2014
- Ballerine le Jour Escorte la Nuit (Video Marc Dorcel) 2014
- Behind Closed Doors 1 (nubiles.net) 2014
- Carry Me Home (met-art.com) 2014
- Diabolic Device (ddfnetwork.com) 2014
- DP Riot 4 (21 Sextury) 2014
- Dual Licking (realitykings.com) 2014
- Erocity 11 (21 Sextury) 2014
- Feel My Warmth (Dane Jones) 2014
- Hallway Hijinks (ddfnetwork.com) 2014
- Hot Bush 10 (Manwin Content) 2014
- Image Of A Girl (21sextury Network) 2014
- Initiation d'une Vierge (Video Marc Dorcel) 2014
- Jizz On My Mouth (realitykings.com) 2014
- K POV - Gina (clips4sale) 2014
- Legal Porno 5067 (legalporno.com) 2014
- Legal Porno SZ492 (legalporno.com) 2014
- Legal Porno SZ494 (legalporno.com) 2014
- Legal Porno SZ495 (legalporno.com) 2014
- Legal Porno SZ677 (legalporno.com) 2014
- Lesbian Playmates 2 (Girlfriends Films) 2014
- Love Meets Passion (Intense Purity) 2014
- Lovely Surprise (21sextury Network) 2014
- Lust Unleashed 1 (DDF) 2014
- Marc Dorcel: 35th Anniversary Encyclopedia J-K-L (Video Marc Dorcel) 2014
- Mirror Image (Web Young) 2014
- My Sweet Spot (Dane Jones) 2014
- Preda innocente (salierixxx.com) 2014
- Private Gold 171: The Long Dick of the Law (Private) 2014
- Public Pickups 12 (Brazzers) 2014
- Pure and Passionate (21 Sextury) 2014
- Rock Me Baby (met-art.com) 2014
- Russian Hottie Goes For A Morning Post Bath Sybian Ride (ddfnetwork.com) 2014
- Sensual Desire (Web Young) 2014
- Sex Fiend Academy (ddfnetwork.com) 2014
- Sex Shopping (oldje.com) 2014
- Sexy Amateur Chicks with One Hard Stick (wtfpass.com) 2014
- Sins and Perversions (ATV) 2014
- Soapy Sighs (ddfnetwork.com) 2014
- Studio Shenanigans (ddfnetwork.com) 2014
- Tool Of The Tutor (ddfnetwork.com) 2014
- Uninhibited Sweetie (ddfnetwork.com) 2014
- 4 on 1 Gang Bangs 7 (Mile High) 2015
- Baby-Sitter's Cunt (BaDoink) 2015
- Brat and The Grandpa (21sextury Network) 2015
- Catwoman Humiliated: Busty Dominatrix Bangs Submissive with Strap-on (ddfnetwork.com) 2015
- Christoph's Anal Attraction 5 (Evil Angel) 2015
- Do Not Disturb 1 (Exile Distribution) 2015
- Elegant Anal 1 (Babes Video) 2015
- Essential Erotica (21 Sextury) 2015
- Fist Play with Doris Ivy and Candy Sweet (21sextury Network) 2015
- Fisting Friends Doris and Tina (21sextury Network) 2015
- Fisting Sensation with Doris and Tina (21sextury Network) 2015
- Fisting Session with Doris and Lolly (21sextury Network) 2015
- Fresh Pussy (Pulse Distribution) 2015
- Good Vibrations (18onlygirls.com) 2015
- Horny Housewives 1 (DDF) 2015
- Hustler (babes.com) 2015
- Legal Porno GIO002 (legalporno.com) 2015
- Legal Porno SZ1168 (legalporno.com) 2015
- Legal Porno SZ676 (legalporno.com) 2015
- Legal Porno SZ731 (legalporno.com) 2015
- Legal Porno SZ733 (legalporno.com) 2015
- Legal Porno SZ807 (legalporno.com) 2015
- Legal Porno SZ808 (legalporno.com) 2015
- Legal Porno SZ839 (legalporno.com) 2015
- Legal Porno SZ840 (legalporno.com) 2015
- Legal Porno SZ917 (legalporno.com) 2015
- Legal Porno SZ918 (legalporno.com) 2015
- Legal Porno SZ964 (legalporno.com) 2015
- Legal Porno SZ993 (legalporno.com) 2015
- Legal Porno SZ996 (legalporno.com) 2015
- Let's Make A Threesome. R E D (wowporn.com) 2015
- Lover's Paradise (Bizarre Video) 2015
- Lust For Nookie (Hardcore Lust) 2015
- Lust In Black and White (21sextury Network) 2015
- Macho Grandpas 3 (Pervision) 2015
- My Hot Roommate 12 (Reality Kings) 2015
- National Pornographic: The Teen Porn Star (Brazzers Network) 2015
- Naughty 3somes 2 (Sunset Media) 2015
- Naughty School Girl (Video Marc Dorcel) 2015
- Petite Girl Huge Orgasm (21sextury Network) 2015
- Private Gold 197: Merry Christmas with the Family (Private) 2015
- Rocco One on One 2 (Evil Angel) 2015
- Skinny Fitness Junky (21sextury Network) 2015
- Stepmom Lessons (babes.com) 2015
- Teaching Anastasia (21sextury Network) 2015
- Teaching Anina... Reloaded (21sextury Network) 2015
- Teaching Mira Cuckold (21sextreme.com) 2015
- Teaching Mira Cuckold (II) (21sextury Network) 2015
- Teaching Valentina (21sextury Network) 2015
- Thank Him with Throat (ddfnetwork.com) 2015
- Where to Spend The Summer (21sextury Network) 2015
- Wicked Games They Play (21sextury Network) 2015
- All I Want For Christmas Is You (babes.com) 2016
- Anal By The Tree - A Swingers Holiday Fantasy (ddfnetwork.com) 2016
- Anal Lectures (Sunset Media) 2016
- Black Is Better 3 (Babes Video) 2016
- Cum Inside (II) (Nubile Films) 2016
- Deep (Sunset Media) 2016
- Deep Orgasm for Petite Lesbian Babe (sexyhub.com) 2016
- Dogfart Invades Europe 2 (Dogfart) 2016
- Doris Ivy Rides POV (21sextury Network) 2016
- Doris' poolhouse Threesome (21sextury Network) 2016
- Drunk Sex Orgy: Airbang Alliance (Eromaxx Films) 2016
- FantASStic DP 2 (21 Sextury) 2016
- Feel the Love (Nubile Films) 2016
- Fetish Examination - Dominant Doc and Nurse Fuck Young Patient (ddfnetwork.com) 2016
- Fisting Frenzy 5 (Pervision) 2016
- Flexible Pussies 5 (Pervision) 2016
- Flexible Pussies 6 (Pervision) 2016
- Flexible Pussies 7 (Pervision) 2016
- Flexy Cunts 5 (Pervision) 2016
- Flexy Cunts 6 (Pervision) 2016
- Flexy Cunts 7 (Pervision) 2016
- Flexy Cunts 8 (Pervision) 2016
- G-spot Experimentation - Teen Probes Pussy In Dorm Room (ddfnetwork.com) 2016
- Give Me Two Fucking Dicks, Now (Reality Kings) 2016
- Granpas vs Teens 5 (21 Sextury) 2016
- Lea Guerlin First Night in the Girls' Dormitory (Video Marc Dorcel) 2016
- Leather Chronicle 3 (Sindrive) 2016
- Legal Porno GG481 (legalporno.com) 2016
- Legal Porno GG484 (legalporno.com) 2016
- Legal Porno SZ1098 (legalporno.com) 2016
- Legal Porno SZ1100 (legalporno.com) 2016
- Legal Porno SZ1140 (legalporno.com) 2016
- Legal Porno SZ1142 (legalporno.com) 2016
- Legal Porno SZ1146 (legalporno.com) 2016
- Legal Porno SZ1208 (legalporno.com) 2016
- Legal Porno SZ1249 (legalporno.com) 2016
- Legal Porno SZ1353 (legalporno.com) 2016
- Legal Porno SZ1356 (legalporno.com) 2016
- Legal Porno SZ837 (legalporno.com) 2016
- Legal Porno SZ966 (legalporno.com) 2016
- Lesbian Fisting Duette (21sextury Network) 2016
- Love Triangle (Nubile Films) 2016
- Ma Soeur Aime les Hommes Murs (Video Marc Dorcel) 2016
- Making the Grade (II) (BaDoink) 2016
- Masturbating Glamourdolls 2 (Sunset Media) 2016
- Merry XXXmas And Naughty New Year - Part 1 (vrbangers.com) 2016
- Merry XXXmas And Naughty New Year - Part 2 (vrbangers.com) 2016
- My Naughty Girlfriend (met-art.com) 2016
- My Sole Desire (21sextury Network) 2016
- Naughty 3somes 3 (Sunset Media) 2016
- Orgie de Luxe (Video Marc Dorcel) 2016
- Playing With Fire (wowporn.com) 2016
- Private Specials 131: Private Lessons (Private) 2016
- Screaming Orgasm (mmpnetwork.com) 2016
- Sex Massagen 5 (Magma) 2016
- Sex Moves (nubilefilms.com) 2016
- Sexual Taboo (realitykings.com) 2016
- She Didn't See That Cumming (Sunset Media) 2016
- Skinny Dipping (babes.com) 2016
- Sneak A Peek (II) (realitykings.com) 2016
- Soubrettes Services 9: Madame et sa soubrette (Video Marc Dorcel) 2016
- Special Moments (nubilefilms.com) 2016
- Stepmom Lessons 4 (babes.com) 2016
- Swinging Pornstars: Bridal Fuck Wars (Eromaxx Films) 2016
- Anorexic Is Fantastic (heavyonhotties.com) 2017
- Art Of Kissing Revisited 4 - Surprise (vivthomas.com) 2017
- Backdoor Beauties 2 (Babes Video) 2017
- Blind Date (II) (Viv Thomas) 2017
- Bounds of Silk (Video Marc Dorcel) 2017
- Center Of Attention (Nubile Films) 2017
- Deceiver (Penthouse) 2017
- Doris's Tiny Hiney (21sextury Network) 2017
- Double Distraction (Nubile Films) 2017
- Exxxtra Small Chicks Fucking Huge Dicks 20 (Pulse Distribution) 2017
- Flexy Cunts 10 (Pervision) 2017
- Flexy Cunts 9 (Pervision) 2017
- Footsie Babes: More Foot Fetish 5 (Pulse Distribution) 2017
- Get Clean To Get Dirty (babes.com) 2017
- Gina Gerson Joins Leila for A MFF Threesome (harrietsugarcookie.com) 2017
- Gina Loves Swaberry (realitykings.com) 2017
- Girl Knows 10318 (letsdoeit.com) 2017
- Girls Do It Better (Nubile Films) 2017
- Her Sexual Fantasy (Metart) 2017
- Homemade Threesome With Gina Gerson and Leila Sugarcookie (harrietsugarcookie.com) 2017
- Hot Pink (21sextury Network) 2017
- I Cook Naked (met-art.com) 2017
- Katie's Sanctuary (babes.com) 2017
- Legal Porno NR305 (legalporno.com) 2017
- Legal Porno P004 (legalporno.com) 2017
- Legal Porno SZ1205 (legalporno.com) 2017
- Legal Porno SZ1252 (legalporno.com) 2017
- Legal Porno SZ1354 (legalporno.com) 2017
- Legal Porno SZ1436 (legalporno.com) 2017
- Legal Porno SZ1616 (legalporno.com) 2017
- Legal Porno SZ1745 (legalporno.com) 2017
- Legal Porno SZ1747 (legalporno.com) 2017
- Legend Of Zelda - A XXX Parody (badoink.com) 2017
- Love Lesson (Girlfriends Films) 2017
- Masked Petite Double Penetrated (ddfnetwork.com) 2017
- Masseuses (Video Marc Dorcel) 2017
- Menage A Trois (Metart) 2017
- Multiple Orgasms for Petite Nympho (sexyhub.com) 2017
- My Neighbor's Wife 2 (X-art) 2017
- Naughty By Nature (babes.com) 2017
- Partys Over (realitykings.com) 2017
- Perfect Form (nubiles-porn.com) 2017
- Petite Russian and Thai Girlfriend (sexyhub.com) 2017
- Pornstar Guide: 5 Coolest Things to Do in Budapest With Gina Gerson and Friends (harrietsugarcookie.com) 2017
- Private Specials 187: Backdoor Secrets (Private) 2017
- Psycho Analize Her (realitykings.com) 2017
- Pussy Portfolio 3 (Porndoe Premium) 2017
- Ramming Gina's Pussy (21sextury Network) 2017
- Randy Lesbian's Big Cock Threesome (sexyhub.com) 2017
- Return Of The Slim Siberian Sex Addict (teamskeet.com) 2017
- RK Prime 4 (Pulse Distribution) 2017
- Sharing From Ass to Mouth (21sextury Network) 2017
- She Needs A Ride 3 (Porndoe Premium) 2017
- Sinful Deeds and Dirty Dreams 2 (Penthouse) 2017
- Ski Bums (Digital Playground) 2017
- Ski Bums - episode 4 (digitalplayground.com) 2017
- Spider-Man: Home Cumming (A XXX VR Parody) (vrbangers.com) 2017
- Stepmommy Dearest (babes.com) 2017
- Summer Love (Nubile Films) 2017
- Sweaty Lesbian Threesomes (Fitness Rooms) 2017
- Teens Anthology 1 (Video Marc Dorcel) 2017
- These Feet Were Made For Fucking (21sextury Network) 2017
- Threesome Encounters (II) (Pulse Distribution) 2017
- Threeway Present (Colette) 2017
- Too Hot To Handle (realitykings.com) 2017
- Trio (Porndoe Premium) 2017
- Unruly Neighbors (lifeselector.com) 2017
- When Lovers Collide (wowgirls.com) 2017
- WUNF 215 (woodmancastingx.com) 2017
- XXX Factor (wowgirls.com) 2017
- XXX Shades 10210 (letsdoeit.com) 2017
- Young Girlfriends Cum (nubilefilms.com) 2017
- Anal Extravaganza (Evil Angel) 2018
- Anal Kitten (SweetyX) 2018
- Anal Sun Rise (21sextury Network) 2018
- Angels Volume 3 Episode 2 - Lover (met-art.com) 2018
- Bitches and Pets 3 (Bizarre Video) 2018
- Blacks On Blondes: Gina Gerson (Dogfart Network) 2018
- Club Seventeen All Stars (clubseventeen.com) 2018
- Cock Hero (nubilefilms.com) 2018
- Czech VR 205 (czechvr.com) 2018
- Doctor's Order: Schoolgirls Wants More (DDF) 2018
- Doe Projects 12635 (letsdoeit.com) 2018
- Enthusiastic (met-art.com) 2018
- Fisting Delight (21sextreme.com) 2018
- Fisting Delight (II) (21sextury Network) 2018
- Foot Art 9 (21 Sextury) 2018
- From Cold To Hot (joymii.com) 2018
- Fucking With Friends 1 (Pulse Distribution) 2018
- Gina Gerson Behind The Scenes (fit18.com) 2018
- Gina Gerson Initial Casting (fit18.com) 2018
- Gina Gerson Returns for Anal (fit18.com) 2018
- Gina Gerson Toying Her Juicy Moneymaker (clubseventeen.com) 2018
- Gina Masturbating in the Bathroom (clubseventeen.com) 2018
- Girl On Girl 3 (II) (Porndoe Premium) 2018
- Glamkore: Gina Gerson (Bang) 2018
- Good Girls Dream (wowporn.com) 2018
- Hot Lonely Russian Fucked to Orgasm (fakehub.com) 2018
- I Need A Hand (21sextury Network) 2018
- I Need Your Hot Cock (joymii.com) 2018
- Legal Porno FS007 (legalporno.com) 2018
- Legal Porno IV131 (legalporno.com) 2018
- Legal Porno IV171 (legalporno.com) 2018
- Legal Porno SZ1391 (legalporno.com) 2018
- Legal Porno SZ1470 (legalporno.com) 2018
- Legal Porno SZ2104 (legalporno.com) 2018
- Lil' Gaping Lesbians 8 (Evil Angel) 2018
- Little Blonde Tastes a Big Cock (mofos.com) 2018
- Little Russian Dancer (nubiles-porn.com) 2018
- Moms Bang Teens 28 (Pulse Distribution) 2018
- Multiple Orgasms for Wild Russian (sexyhub.com) 2018
- Our Lucky Day (x-art.com) 2018
- Perfect Threesomes 3 (Adult Source Media) 2018
- Petite Chick Stuffed With Dick (realitykings.com) 2018
- Playing Dirty (realitykings.com) 2018
- Polyamorous (Pulse Distribution) 2018
- Private Gold 230: Erasmus Orgasmus 2 (Private) 2018
- Private Specials 218: 5 BBC Gangbangs (Private) 2018
- Private Specials 235: Ass Licking Sluts 1 (Private) 2018
- Rimming Fever (Girls Rimming) 2018
- RK Prime 8 (Pulse Distribution) 2018
- Secret Admirer (babes.com) 2018
- Sexy ballerina Gina Gerson (clubseventeen.com) 2018
- Sharing The Baldy (ultrafilms.com) 2018
- Sharing With Stepmom 3 (Babes Video) 2018
- Something A Little Different (babes.com) 2018
- Spoof Porn 9 (Cum Louder) 2018
- Teens Want It All 5 (Explicit Empire) 2018
- Tiny Gina Gerson Takes Massive Dick in Her Tight Twat (blowpass.com) 2018
- Vacation with Benefits (tushy.com) 2018
- Wet T-shirts (21sextury Network) 2018
- World Cup Final Battle (ultrafilms.com) 2018
- Your High School Yearbook (lifeselect) 2018
- 40th Anniversary: Initiation (Video Marc Dorcel) 2019
- Anal Punishment (DDF) 2019
- Angels 3 (Viv Thomas) 2019
- Behind Closed Doors (IV) (Private) 2019
- Blowjob For The Pizza Boy (ddfnetwork.com) 2019
- Dancing in the Sheets (18vr.com) 2019
- Day Date BTS (alsscan.com) 2019
- Domination (alsscan.com) 2019
- Don't Break Me 20 (Pulse Distribution) 2019
- Fucking With Friends 8 (Pulse Distribution) 2019
- Gangbang Angels (Evil Angel) 2019
- Gina Genson the Cleaner Full Blowjob (manyvids.com) 2019
- Honey Are You There Too (realitykings.com) 2019
- Hot As Fuck (Sin To Win ) 2019
- Legal Porno FS038 (legalporno.com) 2019
- Legal Porno SZ1393 (legalporno.com) 2019
- Legal Porno SZ1472 (legalporno.com) 2019
- Looking to Get Fucked (ddfnetwork.com) 2019
- Moms Lick Teens 22 (Pulse Distribution) 2019
- No Tricks Only Treats (girlsrimming.com) 2019
- Pink Is the New Black (Rebecca Lord Productions) 2019
- Pizza Boy Delivers Hardcore (ddfnetwork.com) 2019
- Pool Chill (alsscan.com) 2019
- Rough Stuff (alsscan.com) 2019
- Sharing With Stepmom 5 (Babes Video) 2019
- Stop Playing Games and Play With Me (VRhush.com) 2019
- Submitting to Double Penetration (ddfnetwork.com) 2019
- Time To Fuck (Joymii) 2019
- Vag Vandals (realitykings.com) 2019
- WUNF 283 (wakeupnfuck.com) 2019
- Feet Temptation (21sextury Network) 2020
- Hot and Juicy Threesomes POV (Life Selector) 2020
- Kitchen Cutie (21sextury Network) 2020
- Naughty Schoolgirl Fucks in Class (ddfnetwork.com) 2020
- Passion: Gina and Raul (babes.com) 2020
- Private Specials 281: Beautifully Young 3 (Private) 2020
- Sapphic Getaway (21sextury Network) 2020